# 衣氏放线菌
衣氏放线菌（学名：Actinomyces israelii）也称以色列氏放线菌或伊氏放线菌，是放线菌属的下属物种，呈革兰氏阳性，是一种杆状细菌。衣氏放线菌与人类共生，是一种机会性病原体，也是导致放线菌病的病因。已知衣氏放线菌存在许多生理上不同的物种菌株，但并非所有菌株都是严格的厌氧菌。它以德国外科医生詹姆斯·阿道夫·以色列（James Adolf Israel，1848至1926年）的名字命名，他于1878年首次研究了衣氏放线菌。

## 发病机制
放线菌病最常由衣氏放线菌引起。它是阴道、结肠和口腔的正常定植菌。感染首先是在各种手术（牙科、胃肠科）、抽吸或病变（如憩室炎）中破坏黏膜屏障而建立的。这种疾病的慢性阶段也被称为 "经典阶段"，因为急性的早期阶段常常被医疗机构所忽略。它的特点是缓慢、连续的生长，忽略组织平面并形成可以自发愈合和复发的窦道，导致密集的纤维化病变。中央化脓由看起来像硫（但实际上不是）的颗粒形成，由细菌形成并被嗜中性粒细胞包围。这种生物的集合体实际上是衣氏放线菌的诊断依据。

## 治疗
衣氏放线菌是可治愈的，可以用抗生素治疗。当衣氏放线菌引起口腔感染时，次氯酸钠溶液和氢氧化钙都可以非常有效地杀死它。